# Спортивный и олимпийский комитет Макао
Спортивный и олимпийский комитет Макао (кит. трад. 中國澳門體育暨奧林匹克委員會, упр. 中国澳门体育暨奥林匹克委员会, пиньинь Zhōngguó Àomén Tǐyù Jì Àolínpǐkè Wěiyuánhuì; порт. Comité Olímpico e Desportivo de Macau, China) — организация, представляющая Макао в международном олимпийском движении. Основан в 1987 году. Не зарегистрирован в МОК, хотя с 1990 года является членом Олимпийского совета Азии.
Осуществляет деятельность по развитию спорта в Макао. На Олимпийские игры ни разу команду не выставлял.